# Dracologie
La dracologie ou dragonologie désigne l'étude des dragons dans leur globalité, dans le cadre des mythes et légendes concernés, mais aussi des univers fictifs et de la cryptozoologie. Il ne s'agit pas d'une science officielle bien qu'elle soit présentée comme une « ancienne science » dans les ouvrages encyclopédiques de littérature d'enfance et de jeunesse et les sites internet qui en traitent. Mentionnée dès 1958, la dracologie devient un thème populaire à la fin des années 1990, particulièrement grâce aux œuvres de fantasy. Elle inclut des théories pour apprendre à dompter des dragons, des études morphologiques et anatomiques de la bête, ainsi que des cartes présentant les lieux d'observation des différents dragons dans le cadre de la mythologie ou de la cryptozoologie. Il n'existe aucune preuve de l'existence biologique des dragons, cette créature légendaire n'étant pas reconnue par la zoologie. La dracologie a néanmoins fait l'objet de séminaires et de conférences,.

## Étymologie et origine du terme
Les termes de « dracologie » et « dragonologie » semblent être des néologismes récents, issus du mot français « dragon », lui-même issu du grec ancien δράκων / drákôn (« dragon ») et λογία / logía (« étude »). Les ouvrages encyclopédiques sur les dragons peuvent être présentés sous des titres comme « manuel de dragonologie », les sites internet préférant le terme de « dracologie ». Ceux qui étudient la dracologie (ou dragonologie) se nomment eux-mêmes des « dracologues », ou « dragonologues ».

## Définitions
On peut distinguer dans la littérature enfantine, les jeux internet et la littérature fantasy et fantastique trois « types » de dracologies :
- Celle qui s'attache aux dragons des mythes et des légendes ;
- Celle qui est purement issue des œuvres de fantastique et de fantasy comme Harry Potter ou Donjons et Dragons, et qui décrit des « espèces de dragons » ainsi que leur symbolique dans un univers fictionnel ;
- Celle qui se rattache à la cryptozoologie, c'est-à-dire l'étude des dragons sur la base de témoignages et de documents.

La dracologie est étroitement liée à la mythologie, la biologie, la psychologie et aux études culturelles. Le symbolisme du dragon dans la dracologie peut se rattacher à des orientations religieuses et spirituelles diverses, liées à la théologie et aux sciences occultes.

## Étude des dragons au cours de l'histoire

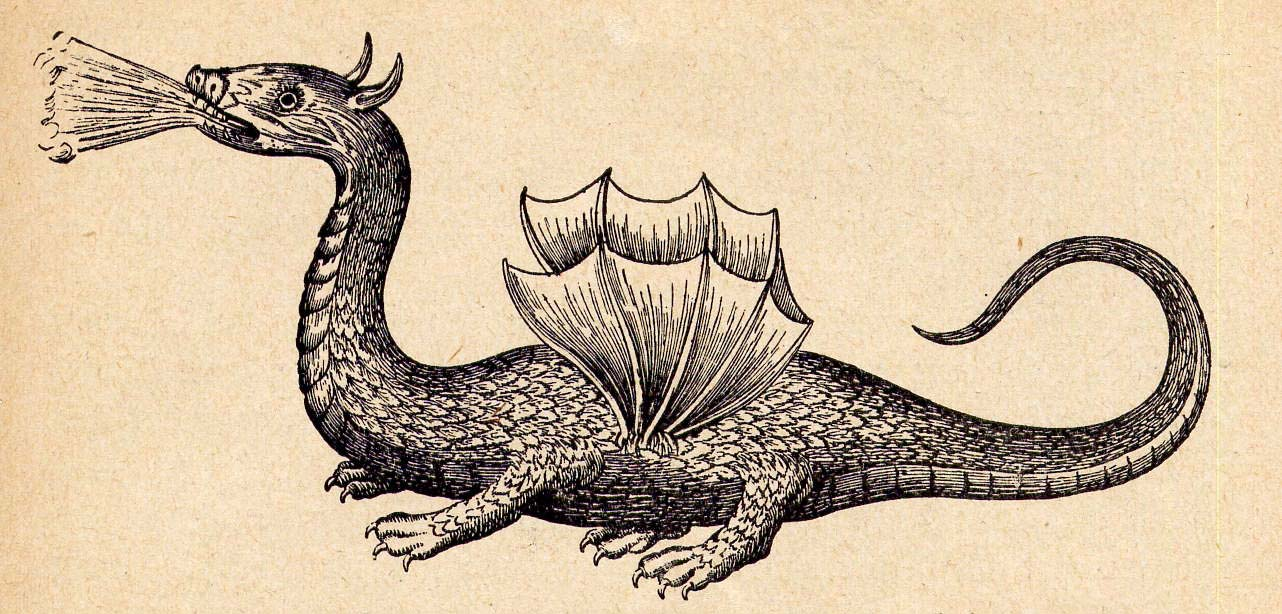
le dragon de l'Île de Rhodes vu par Athanasius Kircher (Mundus subterraneus, Amsterdam, 1665).

Les dragons furent présentés comme des créatures bien réelles dans un certain nombre de bestiaires du Moyen Âge et dans les ouvrages savants de la Renaissance, le terme de « dracologie » ou ses équivalents n'y était toutefois pas employé.
Il existe un documentaire présentant un musée des dragons fictif prétendument située à Reimsbourg, qui aurait été détruit durant la Seconde Guerre mondiale. Ce musée aurait attiré des anthropologues, historiens, paléontologues et zoologistes à une époque où l'existence biologique des dragons était fortement remise en cause par une majorité de scientifiques, mais là encore, il n'est pas fait mention du terme de dracologie.
L'utilisation du mot semble être d'origine russe, l'équivalent de « dracologie » fut utilisé par Ian Slovikom pour titrer un chapitre dans un recueil d'aphorismes, « traité de psychologie sur le Dragon », en 1958. Également, dans l'édition russe du « Traité des dragons » figure l'inscription suivante : « Cette édition est réalisée avec le soutien de l'Institut international de dracologie. »
Plus tard, en 1963, Stanislaw Lem écrivit un ouvrage sur les dragons, et au fil du temps, différents auteurs titrèrent leurs écrits sur les dragons avec le mot « drakonologiya » et ses variantes en russe, indépendamment les uns des autres. Le phénomène de popularité qui suivit fut réel car un livre-jeu coloré pour enfants, « Drakonologiya », sorti en Russie aux éditions Machaon en 2008, a été traduit en 32 langues (dont le français sous le titre de « Dragonologie »), pour un tirage total de 5,7 millions d'exemplaires.
D'autre part, la popularité des livres et des films de Harry Potter a enclenché l'apparition de nombreuses « écoles virtuelles », basées sur le monde fantastique de Poudlard dès la fin de l'année 2000. Ces écoles sont organisées principalement entre des adolescents de 17 ans en moyenne et des personnes plus âgées. La requête « drakonologiya » (et ses variantes) sur les moteurs de recherche en russe donnent un grand nombre de ces projets virtuels. Selon l'âge, l'étendue des connaissances et intérêts des adolescents, le contenu des écoles peut être complètement copié à partir d'autres sources publiques ou être une étude originale de l'auteur. Cette dracologie est majoritairement mythologique et, plus rarement, fantastique (dominée par les descriptions des dragons du monde de Poudlard, mais il en existe d'autres). La principale caractéristique de ces écoles virtuelle est qu'elles sont organisées comme des jeux : en tapant « enseignants » et « élèves » d'une « école de magie », on obtient des conférences de dracologie.
De nombreux ouvrages poursuivirent la tradition de la dracologie, que ce soit dans l'univers de Harry Potter ou dans celui des mythologies,,.
La journaliste Julia Rohaeva estime que 1993 est « l'année de la dracologie », car le film Jurassic Park de Steven Spielberg a enclenché un phénomène de mode des dragons, qui mettait pourtant en scène des dinosaures.
Récemment, la popularité croissante des dragons et le développement d'un intérêt pour eux ont favorisé la publication d'articles qui n'ont pas de base fantastique. Ils ont étudié toutes les dimensions de la dracologie : la mythologie et le symbolisme, les dragons des différents mondes fantastiques (y compris la modélisation des dragons), et l'existence éventuelle de dragons dans la réalité.
Sur les sites internet, la dracologie se donne pour objectif principal de « classifier et étudier toutes les espèces de dragons ».
Le muséum national d'histoire naturelle a accueilli une exposition temporaire sur les dragons, en les présentant comme des créatures « entre science et fiction ».

## Autres applications
Outre la mythologie, le fantastique et la dracologie « réaliste », la discipline comprend également la « draconographie » traitant de l'imagerie du dragon, et une spécialité dans la simulation des conditions environnementales liées aux dragons représentés dans la fiction. Parfois, les applications se croisent - par exemple, dans le classement des dragons, les types de la mythologie sont des types morphologiques. Une « dracogénétique » s'appliquerait surtout aux dragons de Pern.
La dracologie permet aussi d'étudier les possibilités d'existence biologique du dragon sur Terre. Les résultats de ces études peuvent être utilisés par les écrivains de l'imaginaire et, parfois, le processus s'inverse (lorsque la littérature de l'imaginaire apporte de nouvelles idées et opinions sur l'existence biologique de dragons). Les cryptozoologues émettent aussi des hypothèses sur l'existence biologique des dragons, sur la base de faits non prouvés et de sources douteuses. Toutefois, lorsqu'ils ont envisagé la possibilité d'une existence non-biologique des dragons (spirituelle, énergique, mystique, psychologique), ils se sont appuyés sur l'existence de connaissances liées au dragon dans les traditions spirituelles orientales.
Certains membres du mouvements des otherkin s'identifient eux-mêmes comme étant des dragons.

## Hypothèses dracologiques

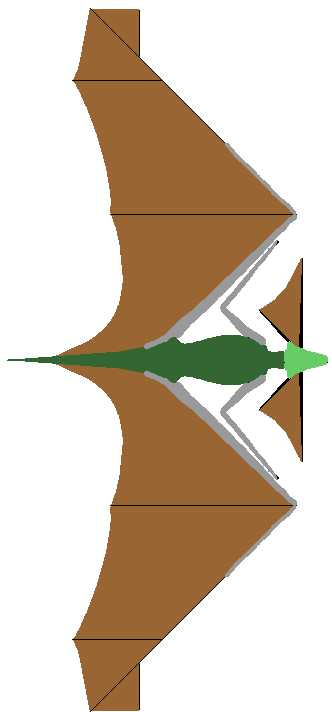
Schéma de dragon en vol par Sergei Qkowlew et Alexander Bulanov : les ailes sont placées sur les membres postérieurs

La mythologie des dragons est la plus étudiée, dans le but de savoir pourquoi il existe tant de légendes similaires concernant ces créatures. La réponse à la question de savoir quelles sont les similitudes entre les dragons des légendes du Nord et du Sud a été évoquée dans le journal russe « Science et Religion » en 1982. Ils ont supposé que la source commune de l'imagerie des serpent-dragons est une force polaire. Leur hypothèse se base sur trois sciences : l'ethnographie, la climatologie et la géophysique. Les caractéristiques des dragons, aussi bien que les éléments du mythe et les cérémonies sont associés au climat froid sur lesquels les lumières des pôles ont une influence particulière, de plus, les dragons sont décrits comme étant eux-mêmes la cause de ces lumières, ou une créature qui agit sous le commandement du Diable, voire une forme du Diable lui-même. Les autres sont dus à de divers phénomènes climatiques.
Les principales questions biologiques concernent le ratio poids-taille et le mécanisme de vol des dragons. En 1993, Sergei Qkowlew et Alexander Bulanov ont proposé un concept qui a pour caractéristique principale le placement des ailes sur les membres postérieurs, mais pas à l'avant (comme chez les chauves-souris) ou au milieu (comme dans la plupart des autres théories).
En 1998, Sviatoslav Loginov a suggéré que les dragons ne sont pas apparentés aux reptiles ni aux insectes, et que les dragons des mythologies de l'Ouest et de l'Est ne montrent pas de dimorphisme sexuel.
Une autre hypothèse, plus vraisemblable, explique l'origine des dragons par la Chine antique, car les premiers dragons semblent avoir été à l'origine des divinités crocodiles plus ou moins stylisées, vénérées notamment dans le Vietnam antique. Par la suite, les dragons sinoïdes se sont peu à peu construits pour ressembler à l'image moderne du dragon chinois (notamment, le premier dragon « chimère » chinois, celui de Qin Shi Huangdi, aurait absorbé des caractéristiques des emblèmes animaux des pays vaincus, d'où ses bois de cervidés, sa crinière léonine, ses pattes de tigre, ses serres d'aigle, etc).
Entre-temps, le rayonnement culturel chinois s'accompagnait de la propagation des idées, mais aussi des icônes religieuses. Le dragon, symbole de puissance, fut donc adopté par les hordes de cavaliers barbares qui depuis le Moyen Orient se lançaient à l'assaut de l'Europe et de l'Empire romain. Le dragon fut donc, en tant que symbole de l'« ennemi » barbare, diabolisé jusqu'à représenter le Diable, l'« Ennemi » du christianisme. D'autres caractéristiques, tel que le fait de cracher du feu, s'expliquent par des traits culturels, comme l'emploi massif du feu en temps de guerre, ainsi le dragon qui incendie les récoltes et masures du pauvre fermier moyen est une bonne métaphore du Mal contre lequel le roi et l'Église sont supposés le protéger.